# Kim Kyong-hui
Kim Kyong-hui (Koreaans: 김경희) (Pyongyang, 30 mei 1946) is de tante van de Noord-Koreaanse leider Kim Jong-un. Ze is de zus van de voorgaande leider Kim Jong-il en dochter van Kim Il-sung (de oprichter van Noord-Korea). Ze behoort tot de organisatie van de Koreaanse Arbeiderspartij. Dit maakt haar een belangrijk lid van Kim Jong-un's vertrouwelingen en adviseurs. Vanaf 1988 tot 2012 was ze directeur van het departement voor de lichte industrie. Ze was getrouwd met Jang Song-thaek, die in 2013 werd geëxecuteerd, nadat hij was beschuldigd van hoogverraad en corruptie.

## Jeugd en scholing
Kim Kyong-hui werd op 30 mei 1946 in Pyongyang geboren als dochter van Kim Il-sung en Kim Jong-suk. Haar moeder stierf toen ze vier was. Nadat haar vader hertrouwde, werd ze opgevoed buiten de familie.
Na een korte periode doorgebracht te hebben in de provincie Jilin, China, vanwege de Koreaanse Oorlog, keerde ze terug naar Pyongyang samen met haar broer, Kim Jong-il. Ze ging in 1963 naar de Kim Il-sung Universiteit en studeerde politieke economie, waar ze haar latere echtgenoot, Jang Song-thaek, ontmoette. Zij en Jang bleven hun relatie onderhouden, ook nadat hij naar Wŏnsan was verhuisd - naar verluidt omdat de familie Kim tegen hun relatie was. De twee trouwden uiteindelijk in 1972. Ze ging naar de Kim Il-sung School voor Hoger Partijkader in 1966 en ging in 1968 studeren aan de Staatsuniversiteit van Moskou.

## Dochter
Kim en Jang kregen één kind, een dochter genaamd Jang Kum-song (1977-2006). Die ging als internationale student anoniem in Parijs studeren en wonen. Ze weigerde het bevel om terug te keren naar Pyongyang op te volgen, en pleegde vervolgens naar verluidt zelfmoord in september 2006 vanwege het verzet van haar ouders tegen haar relatie met haar vriend.

## Carrière
Kim Kyong-hui's politieke carrière begon in 1971 met een functie in de Koreaanse Democratische Vrouwenunie, en in 1975 werd ze overgeplaatst naar de functie van vice-directeur van de Internationale Verbindingsafdeling van de Koreaanse Arbeiderspartij. Een jaar later werd ze gepromoveerd tot eerste vice-directeur. Het was de periode waarin Noord-Korea diplomatieke betrekkingen aanging met een aantal kapitalistische landen, zoals Thailand en Singapore, evenals met de Verenigde Naties. Ze hield toezicht op de plaatsing van gekwalificeerd diplomatiek personeel tijdens haar ambtstermijn als vice-directeur van de internationale afdeling.
In 1988 werd ze gepromoveerd tot lid van het Centraal Comité van de WPK en directeur van het departement voor de Lichte Industrie. In 1990 werd ze voor het eerst verkozen tot plaatsvervanger van de Opperste Volksvergadering. Haar rol was bijzonder belangrijk omdat ze leiding gaf aan de afdeling Economische Beleidsinspectie en vervolgens aan de afdeling Lichte Industrie tijdens de hongersnood na de dood van haar broer Kim Il-sung.
Kim Kyong-hui verdween in 2003 uit de schijnwerpers, in dezelfde periode dat ook haar man Jang Song-thaek blijkbaar werd gezuiverd. Hoewel hij al in 2007 weer opdook met een hoge positie, verscheen zij pas weer in 2009 in het openbaar. Ze speelde een steeds prominentere rol, waarbij ze Kim Jong-il vergezelde tijdens verschillende inspectiereizen en op officiële evenementen. Op 27 september 2010 werd aangekondigd dat ze tot generaal was benoemd in het Koreaanse Volksleger: hiermee was ze de eerste vrouw in Noord-Korea die deze militaire rang bereikte. Dit viel samen met de promotie van haar neef Kim Jong-un naar dezelfde rang. Een dag later verkoos de Arbeiderspartij haar als lid van de centrale organisatie van de partij. Kim Kyong-hui bleef hiermee een prominent lid van de Noord-Koreaanse leiding, ook later onder Kim Jong-un. Ze werd in 2012 verkozen tot lid van het partijsecretariaat en een leidende figuur van het departement Organisatie en Begeleiding (de belangrijkste partijafdeling eerder geleid door haar oom Kim Jong Chu tot 1974, en door Kim Jong-il zelf van 1974 tot aan zijn dood).
Volgens Zuid-Koreaanse bronnen werkte ze ook als persoonlijke assistent van haar broer, Kim Jong-il. Haar functie als hoofd van het departement Lichte Industrie gaf haar een prominente rol bij het vormgeven van het Noord-Koreaanse economische beleid, aangezien het land zich ging focussen op de ontwikkeling van deze industrie.
In 2010 opende Kim Kyong-hui het eerste hamburgerrestaurant in Pyongyang.

## Executie van Jang Song-thaek
Op 8 december 2013 werd haar echtgenoot, Jang Song-thaek, publiekelijk uit de regerende Koreaanse Arbeiderspartij gezet. Jang werd beschuldigd van verraad, corruptie en wangedrag, waaronder affaires met andere vrouwen. Hij zou een coup willen plegen en werd beschreven als 'het verachtelijke uitschot Jang, die erger dan een hond was'. Op 13 december werd gemeld dat hij was geëxecuteerd wegens hoogverraad.
Op 14 december benoemde een nationale commissie zes topfunctionarissen, die de staatsbegrafenis voor Kim Kuk-tae, een voormalige functionaris van de Arbeiderspartij, zouden organiseren. Hierbij zat ook Kim Kyong-hui, wat aangeeft dat ze de staatszuivering had overleefd. Over de status van Kim Kyong-hui's relatie met haar echtgenoot was veelvuldig gespeculeerd. Kenners denken dat Jang en Kim Kyong-hui van elkaar vervreemd waren geraakt. Yoon Sang-hyun, een plaatsvervangend leider van de Nationale Vergadering van Zuid-Korea van de regerende Saenuri-partij, zei dat Kim was "gescheiden" van Jang en zich niet verzette tegen zijn vervolging.

## Geruchten over slechte gezondheid en overlijden
In de afgelopen jaren gingen er geruchten rond dat Kim Kyong-hui erg ziek of zelfs overleden was. Ze zou last hebben van een slechte gezondheid als gevolg van overmatig alcoholgebruik. Ze zou daar zo nu en dan last van hebben gehad sinds eind jaren 70. Hiervoor is ze minstens één keer behandeld bij een afkickkliniek in China. Er werd gesuggereerd dat ze een fatale beroerte of een hartaanval had gekregen. Sommige berichten beweerden dat ze net als haar dochter zelfmoord had gepleegd. Volgens anderen onderging ze in 2013 een operatie aan een hersentumor en werd ze in een vegetatieve toestand gehouden. In 2015 beweerde een betrouwbare anonieme bron, aangeduid als een overloper met hoog aanzien, dat Kim Jong-un opdracht had gegeven om Kim Kyong-hui te vergiftigen. In februari 2015 verklaarde de Zuid-Koreaanse nationale inlichtingendienst dat ze toch nog leefde. In 2016 werden historische beelden van haar uitgezonden op de Noord-Koreaanse televisie, wat aangaf dat ze niet uit de officiële staatsgeschiedenis was verwijderd. In 2017 werd gespeculeerd dat ze in leven was maar wel medische behandeling kreeg.
In januari 2020 verscheen Kim voor het eerst na meer dan zes jaar in de Noord-Koreaanse media, toen zij een nieuwjaarsconcert bijwoonde met haar neef Kim Jong-un.

## Stamboom
|                        |                        |                        |                        |                        |                        |  |  |                      |                      |                      |                      |                      |                      |  |  |                       |                       |                       |                       |                       |                       |                     |                     |                        |                        |                        |                        | Kim Bo-hyon 1871–1955   |                         |                         |                         |                         |                         |                       |                       |                        |                        |                        |                        |                           |                           |                           |                           |                           |                           |                   |                   |                       |                       |                       |                       |                       |                       |
|                        |                        |                        |                        |                        |                        |  |  |                      |                      |                      |                      |                      |                      |  |  |                       |                       |                       |                       |                       |                       |                     |                     |                        |                        |                        |                        |                         |                         |                         |                         |                         |                         |                       |                       |                        |                        |                        |                        |                           |                           |                           |                           |                           |                           |                   |                   |                       |                       |                       |                       |                       |                       |
|                        |                        |                        |                        |                        |                        |  |  |                      |                      |                      |                      |                      |                      |  |  |                       |                       |                       |                       |                       |                       |                     |                     |                        |                        |                        |                        | Kim Hyŏng-jik 1894–1926 | Kim Hyŏng-jik 1894–1926 | Kim Hyŏng-jik 1894–1926 | Kim Hyŏng-jik 1894–1926 | Kim Hyŏng-jik 1894–1926 | Kim Hyŏng-jik 1894–1926 |                       |                       | Kang Pan-sŏk 1892–1932 | Kang Pan-sŏk 1892–1932 | Kang Pan-sŏk 1892–1932 | Kang Pan-sŏk 1892–1932 | Kang Pan-sŏk 1892–1932    | Kang Pan-sŏk 1892–1932    |                           |                           |                           |                           |                   |                   |                       |                       |                       |                       |                       |                       |
|                        |                        |                        |                        |                        |                        |  |  |                      |                      |                      |                      |                      |                      |  |  |                       |                       |                       |                       |                       |                       |                     |                     |                        |                        |                        |                        | Kim Hyŏng-jik 1894–1926 | Kim Hyŏng-jik 1894–1926 | Kim Hyŏng-jik 1894–1926 | Kim Hyŏng-jik 1894–1926 | Kim Hyŏng-jik 1894–1926 | Kim Hyŏng-jik 1894–1926 |                       |                       | Kang Pan-sŏk 1892–1932 | Kang Pan-sŏk 1892–1932 | Kang Pan-sŏk 1892–1932 | Kang Pan-sŏk 1892–1932 | Kang Pan-sŏk 1892–1932    | Kang Pan-sŏk 1892–1932    |                           |                           |                           |                           |                   |                   |                       |                       |                       |                       |                       |                       |
|                        |                        |                        |                        |                        |                        |  |  |                      |                      |                      |                      |                      |                      |  |  |                       |                       |                       |                       |                       |                       |                     |                     |                        |                        |                        |                        |                         |                         |                         |                         |                         |                         |                       |                       |                        |                        |                        |                        |                           |                           |                           |                           |                           |                           |                   |                   |                       |                       |                       |                       |                       |                       |
|                        |                        |                        |                        |                        |                        |  |  |                      |                      |                      |                      |                      |                      |  |  |                       |                       |                       |                       |                       |                       |                     |                     |                        |                        |                        |                        |                         |                         |                         |                         |                         |                         |                       |                       |                        |                        |                        |                        |                           |                           |                           |                           |                           |                           |                   |                   |                       |                       |                       |                       |                       |                       |
|                        |                        |                        |                        |                        |                        |  |  |                      |                      |                      |                      |                      |                      |  |  |                       |                       |                       |                       |                       |                       |                     |                     | Kim Jong-suk 1919–1949 | Kim Jong-suk 1919–1949 | Kim Jong-suk 1919–1949 | Kim Jong-suk 1919–1949 | Kim Jong-suk 1919–1949  | Kim Jong-suk 1919–1949  |                         |                         | Kim Il-sung 1912–1994   | Kim Il-sung 1912–1994   | Kim Il-sung 1912–1994 | Kim Il-sung 1912–1994 | Kim Il-sung 1912–1994  | Kim Il-sung 1912–1994  |                        |                        | Kim Sŏng-ae 1924–2014     | Kim Sŏng-ae 1924–2014     | Kim Sŏng-ae 1924–2014     | Kim Sŏng-ae 1924–2014     | Kim Sŏng-ae 1924–2014     | Kim Sŏng-ae 1924–2014     |                   |                   | Kim Yong-ju 1920–2021 | Kim Yong-ju 1920–2021 | Kim Yong-ju 1920–2021 | Kim Yong-ju 1920–2021 | Kim Yong-ju 1920–2021 | Kim Yong-ju 1920–2021 |
|                        |                        |                        |                        |                        |                        |  |  |                      |                      |                      |                      |                      |                      |  |  |                       |                       |                       |                       |                       |                       |                     |                     | Kim Jong-suk 1919–1949 | Kim Jong-suk 1919–1949 | Kim Jong-suk 1919–1949 | Kim Jong-suk 1919–1949 | Kim Jong-suk 1919–1949  | Kim Jong-suk 1919–1949  |                         |                         | Kim Il-sung 1912–1994   | Kim Il-sung 1912–1994   | Kim Il-sung 1912–1994 | Kim Il-sung 1912–1994 | Kim Il-sung 1912–1994  | Kim Il-sung 1912–1994  |                        |                        | Kim Sŏng-ae 1924–2014     | Kim Sŏng-ae 1924–2014     | Kim Sŏng-ae 1924–2014     | Kim Sŏng-ae 1924–2014     | Kim Sŏng-ae 1924–2014     | Kim Sŏng-ae 1924–2014     |                   |                   | Kim Yong-ju 1920–2021 | Kim Yong-ju 1920–2021 | Kim Yong-ju 1920–2021 | Kim Yong-ju 1920–2021 | Kim Yong-ju 1920–2021 | Kim Yong-ju 1920–2021 |
|                        |                        |                        |                        |                        |                        |  |  |                      |                      |                      |                      |                      |                      |  |  |                       |                       |                       |                       |                       |                       |                     |                     |                        |                        |                        |                        |                         |                         |                         |                         |                         |                         |                       |                       |                        |                        |                        |                        |                           |                           |                           |                           |                           |                           |                   |                   |                       |                       |                       |                       |                       |                       |
|                        |                        |                        |                        |                        |                        |  |  |                      |                      |                      |                      |                      |                      |  |  |                       |                       |                       |                       |                       |                       |                     |                     |                        |                        |                        |                        |                         |                         |                         |                         |                         |                         |                       |                       |                        |                        |                        |                        |                           |                           |                           |                           |                           |                           |                   |                   |                       |                       |                       |                       |                       |                       |
| Song Hye-rim 1937–2002 | Song Hye-rim 1937–2002 | Song Hye-rim 1937–2002 | Song Hye-rim 1937–2002 | Song Hye-rim 1937–2002 | Song Hye-rim 1937–2002 |  |  | Kim Young-sook 1947– | Kim Young-sook 1947– | Kim Young-sook 1947– | Kim Young-sook 1947– | Kim Young-sook 1947– | Kim Young-sook 1947– |  |  | Kim Jong-il 1941–2011 | Kim Jong-il 1941–2011 | Kim Jong-il 1941–2011 | Kim Jong-il 1941–2011 | Kim Jong-il 1941–2011 | Kim Jong-il 1941–2011 |                     |                     | Ko Yong-hui 1952–2004  | Ko Yong-hui 1952–2004  | Ko Yong-hui 1952–2004  | Ko Yong-hui 1952–2004  | Ko Yong-hui 1952–2004   | Ko Yong-hui 1952–2004   |                         |                         | Kim Kyong-hui 1946–     | Kim Kyong-hui 1946–     | Kim Kyong-hui 1946–   | Kim Kyong-hui 1946–   | Kim Kyong-hui 1946–    | Kim Kyong-hui 1946–    |                        |                        | Jang Song-thaek 1946–2013 | Jang Song-thaek 1946–2013 | Jang Song-thaek 1946–2013 | Jang Song-thaek 1946–2013 | Jang Song-thaek 1946–2013 | Jang Song-thaek 1946–2013 |                   |                   | Kim Pyong-il 1954–    | Kim Pyong-il 1954–    | Kim Pyong-il 1954–    | Kim Pyong-il 1954–    | Kim Pyong-il 1954–    | Kim Pyong-il 1954–    |
| Song Hye-rim 1937–2002 | Song Hye-rim 1937–2002 | Song Hye-rim 1937–2002 | Song Hye-rim 1937–2002 | Song Hye-rim 1937–2002 | Song Hye-rim 1937–2002 |  |  | Kim Young-sook 1947– | Kim Young-sook 1947– | Kim Young-sook 1947– | Kim Young-sook 1947– | Kim Young-sook 1947– | Kim Young-sook 1947– |  |  | Kim Jong-il 1941–2011 | Kim Jong-il 1941–2011 | Kim Jong-il 1941–2011 | Kim Jong-il 1941–2011 | Kim Jong-il 1941–2011 | Kim Jong-il 1941–2011 |                     |                     | Ko Yong-hui 1952–2004  | Ko Yong-hui 1952–2004  | Ko Yong-hui 1952–2004  | Ko Yong-hui 1952–2004  | Ko Yong-hui 1952–2004   | Ko Yong-hui 1952–2004   |                         |                         | Kim Kyong-hui 1946–     | Kim Kyong-hui 1946–     | Kim Kyong-hui 1946–   | Kim Kyong-hui 1946–   | Kim Kyong-hui 1946–    | Kim Kyong-hui 1946–    |                        |                        | Jang Song-thaek 1946–2013 | Jang Song-thaek 1946–2013 | Jang Song-thaek 1946–2013 | Jang Song-thaek 1946–2013 | Jang Song-thaek 1946–2013 | Jang Song-thaek 1946–2013 |                   |                   | Kim Pyong-il 1954–    | Kim Pyong-il 1954–    | Kim Pyong-il 1954–    | Kim Pyong-il 1954–    | Kim Pyong-il 1954–    | Kim Pyong-il 1954–    |
|                        |                        |                        |                        |                        |                        |  |  |                      |                      |                      |                      |                      |                      |  |  |                       |                       |                       |                       |                       |                       |                     |                     |                        |                        |                        |                        |                         |                         |                         |                         |                         |                         |                       |                       |                        |                        |                        |                        |                           |                           |                           |                           |                           |                           |                   |                   |                       |                       |                       |                       |                       |                       |
|                        |                        |                        |                        |                        |                        |  |  |                      |                      |                      |                      |                      |                      |  |  |                       |                       |                       |                       |                       |                       |                     |                     |                        |                        |                        |                        |                         |                         |                         |                         |                         |                         |                       |                       |                        |                        |                        |                        |                           |                           |                           |                           |                           |                           |                   |                   |                       |                       |                       |                       |                       |                       |
| Kim Jong-nam 1971–2017 | Kim Jong-nam 1971–2017 | Kim Jong-nam 1971–2017 | Kim Jong-nam 1971–2017 | Kim Jong-nam 1971–2017 | Kim Jong-nam 1971–2017 |  |  | Kim Sol-song 1974–   | Kim Sol-song 1974–   | Kim Sol-song 1974–   | Kim Sol-song 1974–   | Kim Sol-song 1974–   | Kim Sol-song 1974–   |  |  |                       |                       | Kim Jong-chul 1981–   | Kim Jong-chul 1981–   | Kim Jong-chul 1981–   | Kim Jong-chul 1981–   | Kim Jong-chul 1981– | Kim Jong-chul 1981– |                        |                        | Kim Jong-un 1984–      | Kim Jong-un 1984–      | Kim Jong-un 1984–       | Kim Jong-un 1984–       | Kim Jong-un 1984–       | Kim Jong-un 1984–       |                         |                         | Ri Sol-ju ca. 1986–   | Ri Sol-ju ca. 1986–   | Ri Sol-ju ca. 1986–    | Ri Sol-ju ca. 1986–    | Ri Sol-ju ca. 1986–    | Ri Sol-ju ca. 1986–    |                           |                           | Kim Yo-jong 1987–         | Kim Yo-jong 1987–         | Kim Yo-jong 1987–         | Kim Yo-jong 1987–         | Kim Yo-jong 1987– | Kim Yo-jong 1987– |                       |                       |                       |                       |                       |                       |
| Kim Jong-nam 1971–2017 | Kim Jong-nam 1971–2017 | Kim Jong-nam 1971–2017 | Kim Jong-nam 1971–2017 | Kim Jong-nam 1971–2017 | Kim Jong-nam 1971–2017 |  |  | Kim Sol-song 1974–   | Kim Sol-song 1974–   | Kim Sol-song 1974–   | Kim Sol-song 1974–   | Kim Sol-song 1974–   | Kim Sol-song 1974–   |  |  |                       |                       | Kim Jong-chul 1981–   | Kim Jong-chul 1981–   | Kim Jong-chul 1981–   | Kim Jong-chul 1981–   | Kim Jong-chul 1981– | Kim Jong-chul 1981– |                        |                        | Kim Jong-un 1984–      | Kim Jong-un 1984–      | Kim Jong-un 1984–       | Kim Jong-un 1984–       | Kim Jong-un 1984–       | Kim Jong-un 1984–       |                         |                         | Ri Sol-ju ca. 1986–   | Ri Sol-ju ca. 1986–   | Ri Sol-ju ca. 1986–    | Ri Sol-ju ca. 1986–    | Ri Sol-ju ca. 1986–    | Ri Sol-ju ca. 1986–    |                           |                           | Kim Yo-jong 1987–         | Kim Yo-jong 1987–         | Kim Yo-jong 1987–         | Kim Yo-jong 1987–         | Kim Yo-jong 1987– | Kim Yo-jong 1987– |                       |                       |                       |                       |                       |                       |
|                        |                        |                        |                        |                        |                        |  |  |                      |                      |                      |                      |                      |                      |  |  |                       |                       |                       |                       |                       |                       |                     |                     |                        |                        |                        |                        |                         |                         |                         |                         |                         |                         |                       |                       |                        |                        |                        |                        |                           |                           |                           |                           |                           |                           |                   |                   |                       |                       |                       |                       |                       |                       |
| Kim Han-sol 1995–      | Kim Han-sol 1995–      | Kim Han-sol 1995–      | Kim Han-sol 1995–      | Kim Han-sol 1995–      | Kim Han-sol 1995–      |  |  |                      |                      |                      |                      |                      |                      |  |  |                       |                       |                       |                       |                       |                       |                     |                     |                        |                        |                        |                        |                         |                         | Kim Ju-ae ca. 2012–     | Kim Ju-ae ca. 2012–     | Kim Ju-ae ca. 2012–     | Kim Ju-ae ca. 2012–     | Kim Ju-ae ca. 2012–   | Kim Ju-ae ca. 2012–   |                        |                        |                        |                        |                           |                           |                           |                           |                           |                           |                   |                   |                       |                       |                       |                       |                       |                       |